# 武威市市长列表
下表列出历任武威市市长：

## 中华民国时期
- 武威县知事
  - 1912年-1916年期间无考。
  - 张士珍，天津人，1917年任。
- 武威县县长
  - 王珏，1926年任。
  - 张东瀛，1927年任。
  - 1928年-1931年期间无考。
  - 王子都，1932年任。
  - 徐国远，1933年任。
  - 张迪光，1934年任。
  - 杨彦卿，1936年任。
  - 袁耀庭，甘肃镇原人，1937年任。
  - 徐生有，甘肃兰州人，1938年任。
  - 马继周，1940年2月任。
  - 陈邦启，1940年7月任。
  - 吴长涛，1941年2月任。
  - 薛兴唐，甘肃榆中人，1941年任。
  - 张爱松，1942年任。
  - 吴毓灵，1944年任。
  - 马国昌，1944年任。
  - 王昭文，甘肃宁县人，1946年-1949年5月任。
  - 王升荣，1949年5月-9月任。

## 中华人民共和国时期

### 县级
- 武威县人民政府（1949年9月18日-1952年12月12日）
  - 李振华，1949年9月-1950年6月在任。
  - 毕象贤，1950年6月-1952年11月在任。
  - 王怀璋，1952年11月-12月在任。
- 武威县人民委员会（1952年12月12日-1967年3月）
  - 王怀璋，1952年11月-1954年6月在任。
  - 杨如升，1954年9月-1955年7月在任。
  - 王积祥，1955年7月-1956年11月代理。
  - 高伯峰，1956年11月-1957年12月在任。
  - 郭发永，1957年12月-1958年7月在任。
  - 陈邦振，1958年7月-1959年4月在任。
  - 李进德，1959年4月-1960年5月在任。
  - 吴海源，1960年6月-1961年10月在任。
  - 姬治国，1961年10月-1966年3月在任。
  - 李文辉，1966年3月-1967年3月在任。
- 武威县“抓革命、促生产”第一线指挥部（1967年3月-1968年8月18日）

- 武威县革命委员会（1968年8月18日-1981年1月）
  - 何家耘，1968年8月-1969年10月在任。
  - 李坦，1970年5月-1973年3月在任。
  - 宋演成，1973年3月-1977年4月在任。
  - 王毅，1977年4月-11月在任。
  - 傅登殿，1977年11月-1978年6月在任。
  - 刘尔能，1978年6月-1981年1月在任。
- 武威县人民政府（1981年1月-1985年6月）
  - 刘尔能，1981年1月-1983年10月在任。
  - 苟鑫，1983年10月-1985年6月在任。
- 武威市人民政府筹备组长（1985年6月-9月）
  - 柳宏克，1985年6月-9月在任。
- 武威市人民政府（1985年9月-2001年9月）
  - 柳宏克，1985年9月-1989年4月在任。
  - 李宁平，1989年4月-1992年1月在任。
  - 俞存乃，1992年1月-1994年6月在任。
  - 田宝忠，甘肃天水人，1994年7月-1997年3月在任。
  - 任伯年，1997年4月-1999年12月在任。

### 地级
- 中国人民解放军武威军事管制委员会主任（1949年9月17日-10月14日）
  - 刘护平，1949年9月-10月在任。
- 武威分区行政督察专员公署专员（1949年10月14日-1951年2月）
  - 贺兴旺，1949年10月-在任。
- 武威区专员公署专员（1951年2月-1955年2月）

- 武威专员公署专员（1955年2月-1955年10月，与酒泉专区合并为张掖专区）

- 武威专区公署专员（1961年11月25日-1967年3月）

- 武威专区“抓革命、促生产”第一线指挥部主任（1967年3月-1968年8月18日）
  - 贺应祯，1967年3月-1968年8月在任。
- 武威专区革命委员会主任（1968年8月18日-1969年10月）
  - 鲁治安，1968年8月-
- 武威地区革命委员会主任（1969年10月-1978年12月）

- 武威地区行政公署专员（1978年12月-2001年9月）

- - 魏万进，四川彭州人，1985年12月-1989年11月在任。
  - 梁国安，甘肃临泽人，2000年3月-2001年9月在任。
- 武威市人民政府市长（2001年9月-）
  - 梁国安，甘肃临泽人，2001年9月-2003年6月在任。
  - 高清和，甘肃白银人，2003年6月-2006年3月在任。
  - 肖庆平，甘肃文县人，2006年7月-2008年5月在任。
  - 郭承录，甘肃永昌人，2008年5月-2011年9月在任。
  - 李志勋，甘肃平凉人，2011年9月-2016年5月在任。
  - 李明生，河南南阳人，出生于甘肃兰州，2016年5月-2018年7月在任。
  - 周伟，甘肃岷县人，2018年7月-2021年8月在任。
  - 王国斌，甘肃清水人，2021年8月-2023年3月。
  - 马秀兰，甘肃积石山人，2023年3月-现任。